# C. V. Madhukar
C. V. Madhukar (* 1968 in Andhra Pradesh, Indien) ist ein indischer Zivilgesellschaftsaktivist und Direktor von PRS Legislative Research (Parlamentarischer Forschungsservice – Gesetzgebungsforschung), einer nicht profitorientierten Forschungsinitiative, die „Legislative Briefs“ (kurze kommentierte Zusammenfassungen) von Gesetzesentwürfen im Unterhaus, Lok Sabha, und Oberhaus, Rajya Sabha, des indischen Parlaments herausgibt und ebenfalls Artikel über die Arbeit des indischen Parlaments veröffentlicht. Sie zielt damit auf eine Stärkung der Debatten um Gesetzgebung, in dem sie besser informiert, transparenter und partizipativer werden. Madhukar startete PRS im September 2005. Die Initiative wird derzeit beherbergt vom Zentrum für Politikforschung, Centre for Policy Research.
Zuletzt hatte Madhukar bei der Weltbank in Washington DC mit einer Gruppe gearbeitet, die sich mit parlamentarischen Kapazitäten von Ländern weltweit konzentriert.
Madhukar begann seine berufliche Laufbahn 1993 als Investment-Banker bei ICICI Securities in Mumbai, wo er an der Privatisierung großer Staatsunternehmen arbeitete. Noch offiziell Angestellter von ICICI, arbeitete er überwiegend als Freiwilliger bei Pratham in deren ersten entscheidenden Jahren. Pratham ist eine nicht profitorientierte Organisation, die Elementarbildung im urbanen Indien fördern will: „CV Madhukar was part of the original Executive Group of Pratham in Mumbai.“ Die ICICI-Bank war größten Financier von Pratham zu dieser Zeit, einschließlich persönlichen Engagements des ICICI-Managements und der Freistellung von Madhukar für die vier Jahre seiner Arbeit dort.
Auf Einladung der Regierung des indischen Bundesstaates Karnataka im Frühjahr 2000 gründete und managte Madhukar gemeinsam mit anderen die Akshara Foundation, eine Initiative zur Elementarbildung, die sich auf Bangalores Kinder konzentriert. Kürzlich gründete Madhukar die Azim Premji Foundation, eine Initiative von Azim Premji, Aufsichtsratsvorsitzender von Wipro und einer der wohlhabendsten Firmenbosse ganz Indiens. Die Initiative unterstützt den Einsatz von moderner Technologie in ländlichen Schulen Indiens.
Madhukar ist ein Edward S. Mason Fellow der Harvard University, wo er auch einen Master in Öffentlicher Verwaltungswissenschaft der John F. Kennedy School of Government erwarb. Ebenfalls bekam er einen MBA (Finance) von der University of Houston verliehen und einen Bachelor of Engineering (Civil) der University of Bangalore. 2005 wurde Madhukar ein Echoing Green Fellowship verliehen.

## Veröffentlichungen
- Anybody in the House? The Indian Express, 11. August 2007
- No debate please, we’re MPs The Indian Express, 21. Mai 2007
- indiatimes.com: Was the call for a bipolar polity right? (Memento vom 4. Januar 2013 im Webarchiv archive.today)
- cprindia.org: Publications of 'C V Madhukar (Memento vom 28. September 2007 im Internet Archive)
- House this for debate The Indian Express, 3. Januar 2007
- Fundamental Right to Learning in: Pratham Resource Centre 2007: Learning to read, ASER Discussion Series – Volume 2, Seite 30 (PDF-Datei; 2,83 MB)